# Kazimierz Adamek
Kazimierz Czesław Adamek (ur. 19 stycznia 1942 w Stefanowie) – profesor zwyczajny nauk humanistycznych, specjalista w zakresie historii najnowszej i historii wojskowości.

## Życiorys
W 1960 roku zdał maturę w Liceum Ogólnokształcącym im. Kazimierza Wielkiego w Kole. W 1963 ukończył Oficerską Szkołę Wojsk Obrony Przeciwlotniczej w Koszalinie, następnie pełnił służbę na stanowiskach dowódczych w oddziałach artylerii przeciwlotniczej. W 1970 r. uzyskał tytuł magistra historii, a w 1978 r. został doktorem nauk humanistycznych na Wydziale Filozoficzno – Historycznym Uniwersytetu Wrocławskiego. Stopień doktora habilitowanego nauk wojskowych w zakresie historii sztuki wojennej nadała mu w 1985 r. Rada Naukowa Akademii Sztabu Generalnego Wojska Polskiego. Tytuł profesora otrzymał w 1999 r. na wniosek Rady Wydziału Historycznego Uniwersytetu im. Adama Mickiewicza. Odbył staże naukowe w Wojskowym Instytucie Historycznym i w Instytucie Historii UAM.  
Opublikował 90 prac z zakresu historii politycznej i wojskowej Polski XIX wieku, dziejów kwatermistrzostwa Wojska Polskiego oraz kształcenia i doskonalenia oficerów. Za książki: Wyższa Szkoła Oficerska Służb Kwatermistrzowskich... dzieje kształcenia oficerów kwatermistrzostwa Wojska Polskiego, Warszawa 1986 oraz Intendentura Wojska Polskiego 1918-1956, Warszawa 1988, otrzymał wyróżnienie ministra Obrony Narodowej. 
W latach 1970–2001 pracował jako nauczyciel historii w wyższych szkołach oficerskich Wrocławia, a następnie Poznania. Najdłużej związany był z Wyższą Szkołą Oficerską Służb Kwatermistrzowskich, gdzie osiągnął stanowisko profesora - kierownika Zakładu Historii Wojskowości i awansował do stopnia pułkownika. Po rozwiązaniu Wyższej Szkoły Oficerskiej w Poznaniu pracował w uczelniach cywilnych. Od 2009 r. zatrudniony jest w Wyższej Szkole Handlu i Usług w Poznaniu.

## Odznaczenia
- Srebrny Krzyż Zasługi;
- Złoty Krzyż Zasługi;
- Krzyż Kawalerski Orderu Odrodzenia Polski.